# Johannes Mathiesen
Jørgen Frederik Johannes Mathiesen (auch Mathiassen; * 24. Juli 1881 in Nanortalik; † unbekannt) war ein grönländischer Landesrat.

## Leben
Johannes Mathiesen war der Sohn von Matthæus und seiner Frau Augusta. Er wurde in Nanortalik geboren, aber lebte später in Salliit, wo er Jäger war. 1915 saß er für Jens Hansen im ersten südgrönländischen Landesrat. In der folgenden Legislaturperiode war er 1918 und von 1920 bis 1922 ebenfalls Landesratsmitglied.